# Aleksandr Mosołow (lotnik)
Aleksandr Iljicz Mosołow (ros. Александр Ильич Мосолов, ur. 26 lipca?/8 sierpnia 1911 w Tule, zm. 22 września 1996 w Moskwie) – radziecki lotnik wojskowy, pułkownik, Bohater Związku Radzieckiego (1943).

## Życiorys
W 1928 skończył szkołę uniwersytetu fabryczno-zawodowego, 1928–1931 pracował jako tokarz w fabryce zbrojeniowej w Tule, w 1932 ukończył szkołę lotnictwa cywilnego w Tule. Od września 1932 służył w armii, w 1933 ukończył wojskową lotniczą szkołę pilotów w Borisoglebsku, po czym był kolejno pilotem, dowódcą załogi, dowódcą oddziału, zastępcą dowódcy i dowódcą eskadry w Siłach Powietrznych Białoruskiego Okręgu Wojskowego i Zachodniego Okręgu Wojskowego. We wrześniu 1939 jako zastępca dowódcy eskadry 3 lotniczego pułku bombowców ciężkich brał udział w zajmowaniu przez ZSRR tzw. Zachodniej Ukrainy, czyli agresji ZSRR na Polskę, a od grudnia 1939 do marca 1940 w wojnie z Finlandią jako dowódca eskadry 3 lotniczego pułku bombowców ciężkich. Od czerwca 1941 uczestniczył w wojnie z Niemcami jako dowódca eskadry i zastępca dowódcy 3/23 gwardyjskiego lotniczego pułku dalekiego zasięgu, od lipca 1944 do marca 1945 dowódca 11 pułku lotniczego dalekiego zasięgu, a od marca do maja 1945 pilot-inspektor ds. techniki pilotażu 22 Gwardyjskiej Dywizji Lotnictwa Bombowego. Brał udział w bitwie pod Moskwą i Stalingradem, obronie Krymu, bitwie pod Kurskiem, operacji biełgorodzko-charkowskiej, wschodniopruskiej i berlińskiej. Jako dowódca eskadry 3 gwardyjskiego pułku lotnictwa dalekiego zasięgu 53 Dywizji Lotnictwa Dalekiego Zasięgu 5 Korpusu Lotnictwa Dalekiego Zasięgu w stopniu majora wykonał 182 loty bojowe, bombardując obiekty na głębokich tyłach wroga i dostarczając wojsku zapasy i sprzęt. Po wojnie był pilotem-inspektorem ds. techniku pilotażu lotnictwa bombowego w Północnej Grupie Wojsk stacjonującej w Polsce, 1946–1948 pilotem-inspektorem ds. techniki pilotażu korpusu Lotnictwa Dalekiego Zasięgu, 1948–1950 dowódcą pułku bombowców ciężkich (od 1949 w stopniu pułkownika), 1950–1953 starszym lotnikiem-inspektorem ds. samolotów Tu-4 w grupie inspektorów przy Głównym Dowództwie Sił Powietrznych, potem starszym lotnikiem-inspektorem Zarządu Przysposobienia Bojowego Lotnictwa Dalekiego Zasięgu, w marcu 1960 zakończył służbę wojskową.

## Odznaczenia
- Złota Gwiazda Bohatera Związku Radzieckiego (18 września 1943)
- Order Lenina (trzykrotnie, 20 maja 1940, 31 grudnia 1942 i 18 września 1943)
- Order Czerwonego Sztandaru (trzykrotnie, 16 kwietnia 1942, 13 czerwca 1952 i 16 października 1957)
- Order Wojny Ojczyźnianej I klasy (11 marca 1985)
- Order Czerwonej Gwiazdy (trzykrotnie, 30 kwietnia 1947, 25 lipca 1949 i 30 kwietnia 1954)

I medale.